# Músculo semitendíneo
O músculo semitendíneo ou semitendinoso é um músculo da coxa.
É visualizado de forma póstero-superior na região medial da coxa. Se insere na tíbia e forma a "pata de ganso" junto com o músculo sartório e o grácil. É motor primário na extensão do quadril e flexão do joelho, também gera a rotação interna desta articulação quando fletida.
Compõe, em conjunto com os músculos bíceps femoral e semimembranáceo, o grupo dos isquiotibiais.